# Chelostes vardzia
Chelostes vardzia är en stekelart som först beskrevs av Enukidze 1976.  Chelostes vardzia ingår i släktet Chelostes och familjen bracksteklar. Inga underarter finns listade i Catalogue of Life.